# 雷爾菲尤爾
雷爾菲尤爾（挪威語：Leirfjord）是挪威的一個市镇，位於諾爾蘭郡。